# Beyhan Sultan (dcera Mustafy III.)
Beyhan Sultan (13. ledna 1766 – 7. listopadu 1824) byla osmanská princezna, dcera sultána Mustafy III. a jeho konkubíny Ayşe Adil-şah. Byla nejoblíbenější sestrou sultána Selima III.[zdroj?]

## Biografie
Dne 22. května 1784, když jí bylo 19 let, byla provdána za Damata Çelika Mustafu Paşu. V roce 1798 ovdověla a znovu se již neprovdala. Byla rádkyní svého bratra sultána Selima III. a svého strýce sultána Abdulhamida I. Byla velmi bohatá, vlastnila 2 paláce v Bosporu (Beşiktaş a Arnavut Köy) a fontánu v Kuru Çeşmi, sousedství Konstantinopole. Fontána nese její jméno. Později dostala darem starý palác Çırağan. V roce 1802 opravila malikanes v Andruse, Kalamatě, Fanaru, Karitenu a Londaru. Zemřela přirozenou smrtí v roce 1824.